# Che ne sanno i 2000
Che ne sanno i 2000 (en français : Que savent les 2000) est le single du rappeur Danti et le dj Gabry Ponte, enregistré en 2016.